# José Doldán
José Alexis Doldán Aquino (Asunción, 27 febbraio 1997) è un calciatore paraguaiano, difensore dell'Est. Mérida.

## Caratteristiche tecniche
È un difensore centrale.

## Carriera
Debutta fra i professionisti il 10 gennaio 2019 giocando con l'Oaxaca l'incontro di Copa MX vinto 1-0 contro il León.

## Statistiche

### Presenze e reti nei club
Statistiche aggiornate al 1º agosto 2021.
| Stagione        | Squadra         | Campionato      | Campionato | Campionato | Coppe nazionali | Coppe nazionali | Coppe nazionali | Coppe continentali | Coppe continentali | Coppe continentali | Altre coppe | Altre coppe | Altre coppe | Totale | Totale |
| Stagione        | Squadra         | Comp            | Pres       | Reti       | Comp            | Pres            | Reti            | Comp               | Pres               | Reti               | Comp        | Pres        | Reti        | Pres   | Reti   |
| --------------- | --------------- | --------------- | ---------- | ---------- | --------------- | --------------- | --------------- | ------------------ | ------------------ | ------------------ | ----------- | ----------- | ----------- | ------ | ------ |
| 2018-2019       | Oaxaca          | LDA             | 2          | 0          | CM              | 3               | 0               |                    | -                  | -                  |             | -           | -           | 5      | 0      |
| 2019-2020       | Necaxa          | LMX             | 2          | 1          | CM              | 0               | 0               |                    | -                  | -                  |             | -           | -           | 2      | 1      |
| 2020-2021       | Querétaro       | LMX             | 18         | 1          | -               | -               | -               |                    | -                  | -                  |             | -           | -           | 18     | 1      |
| 2021-2022       | Querétaro       | LMX             | 2          | 0          | -               | -               | -               |                    | -                  | -                  |             | -           | -           | 2      | 0      |
| Totale carriera | Totale carriera | Totale carriera | 24         | 2          |                 | 3               | 0               |                    | -                  | -                  |             | -           | -           | 27     | 2      |